# Commiphora zanzibarica
Commiphora zanzibarica is een soort, behorend tot de familie Burseraceae. Het is een bladverliezende meerstammige struik of kleine boom. De boom heeft een gladde schors met een bleekgrijze kleur, die soms afbladdert. De bladeren zitten geclusterd aan de uiteinden van de takken en zijn oneven geveerd met 3-5 paar blaadjes en een eindblad. Deze blaadjes zijn langwerpig-lancetvormig en hebben een lengte van 7 centimeter lang. Wanneer de blaadjes geplet worden, komt er een licht aromatische geur vrij. 
De kleine bloemen zijn crème- of geelgroen van kleur en verschijnen tezamen met het nieuwe blad. De vruchten zijn ellipsoïde van vorm en ongeveer 1,6 centimeter lang. De vruchten kleuren bruinrood wanneer ze rijp geworden zijn.
De boom komt voor van in Zuidoost-Kenia tot in de Zuid-Afrikaanse provincie KwaZoeloe-Natal. Hij groeit daar in hete en droge rivierdalen en struwelen nabij de kust, op groeihoogtes tot 1000 meter. De soort staat op de Rode Lijst van de IUCN geklasseerd als 'niet bedreigd'.
... 
C. africana · 
C. caudata · 
C. gileadensis · 
C.  guidottii · 
C. kataf · 
C. myrrha · 
C. simplicifolia · 
C. wightii · 
C. wildii
...